# Aleksander Gierymski
Ignacy Aleksander Gierymski (polskt uttal: [iɡˈna.t͡sɨ alɛkˈsandɛr ɡjɛˈrɨm.ski]
 ( lyssna)), född 30 januari 1850 i Warszawa, död 6−8 mars 1901 i Rom, var en polsk målare och Maksymilian Gierymskis yngre broder.

## Biografi
Mellan 1868−1872 studerade Gierymski vid Münchens konstakademi för konstnärerna Sándor Wagner och Carl von Piloty, och utbildade sig vidare i Rom och Paris. Hans bästa dukar med motiv från olika städer och landskap, ofta i skum belysning, hamnade i greve Milewskis galleri i Kraków.

## Galleri

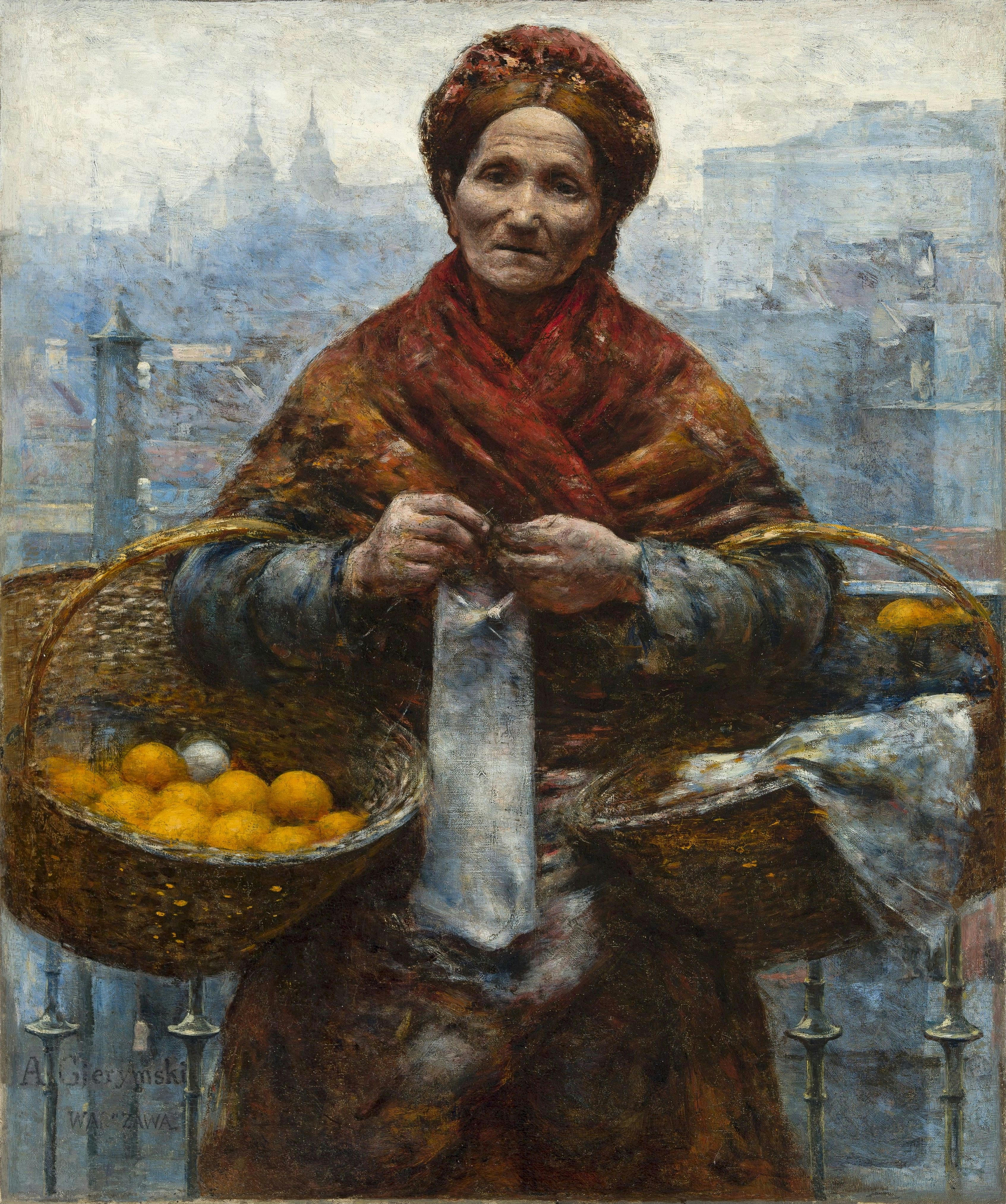
Judinnan med apelsiner (1880−1881)
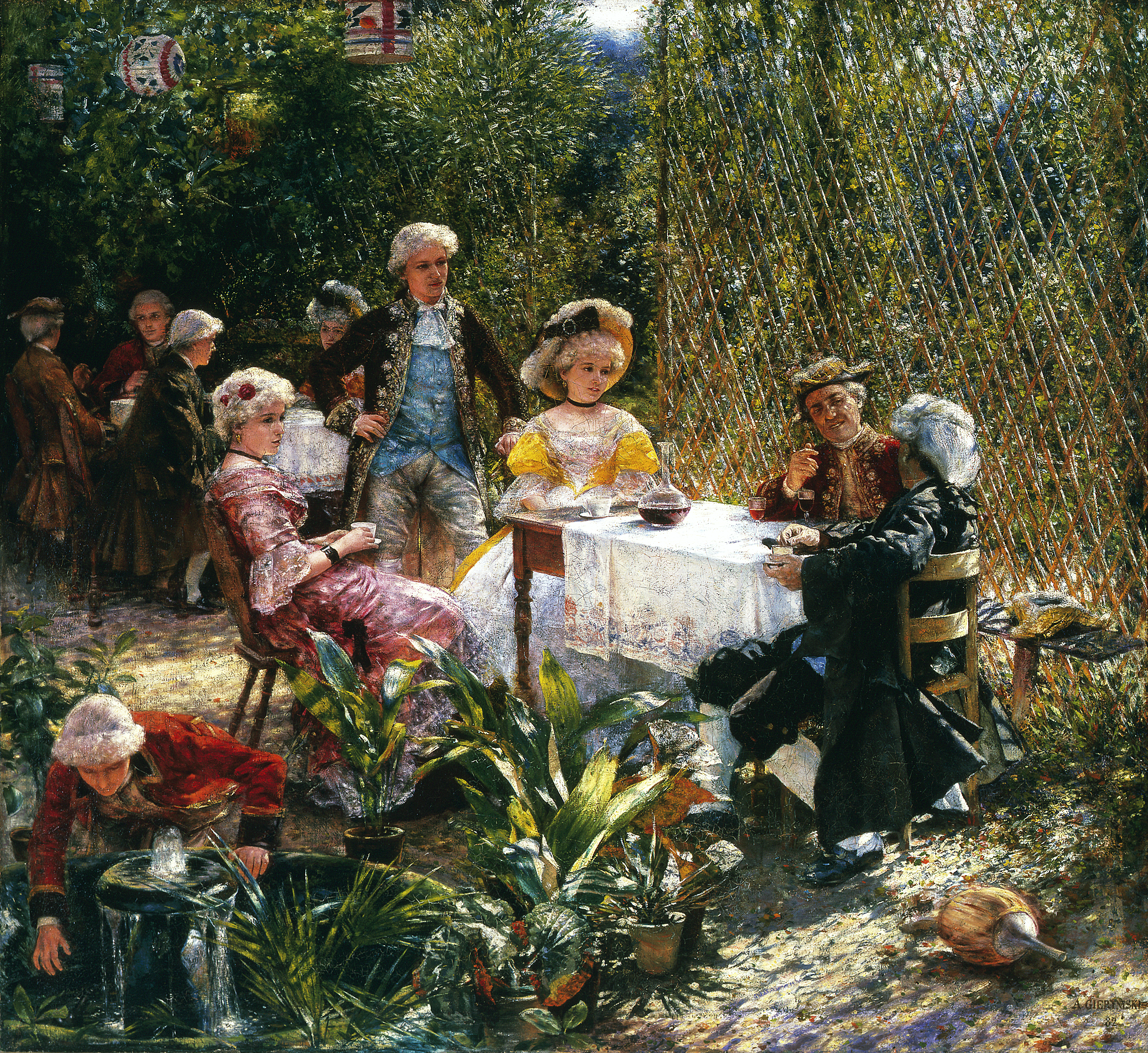
I bersån (1882)
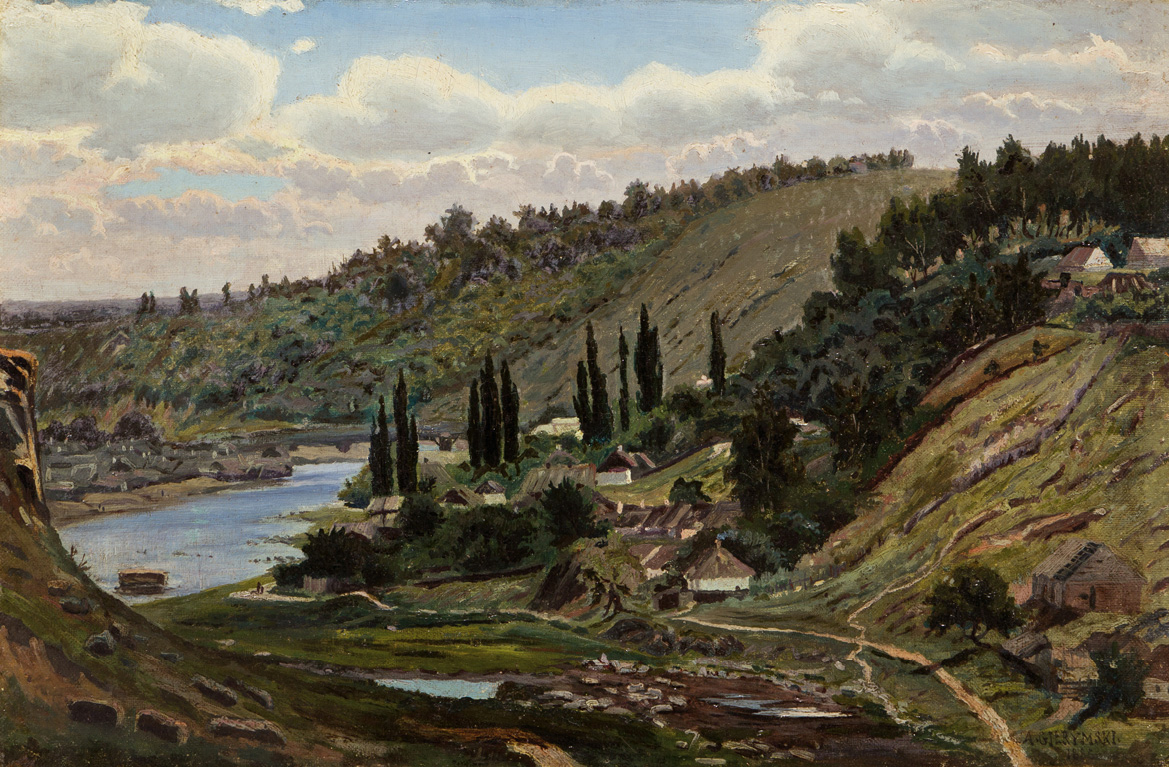
Utsikt från Ossiachsjön i Kärnten (1886)
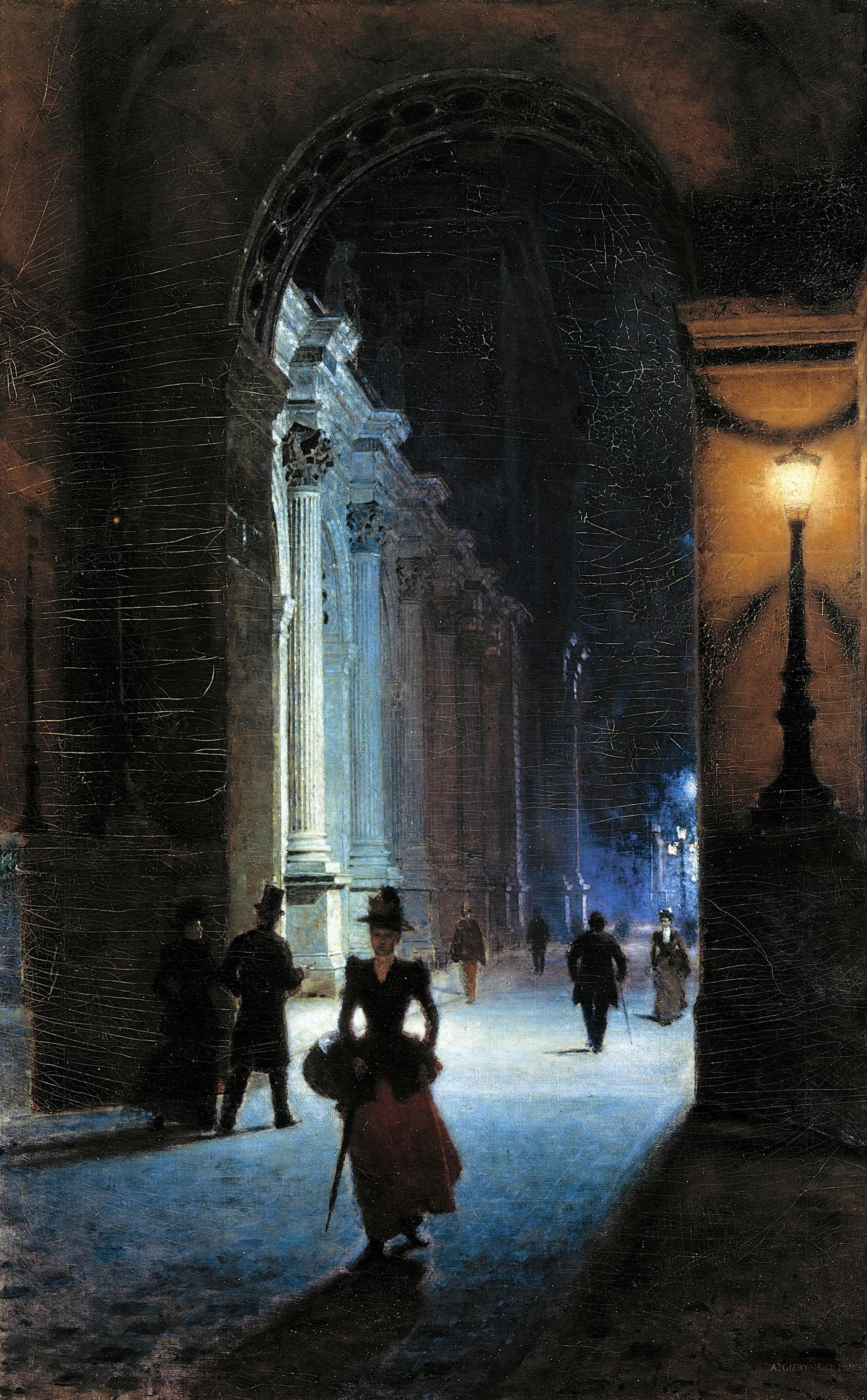
Louvren i natten (1892)
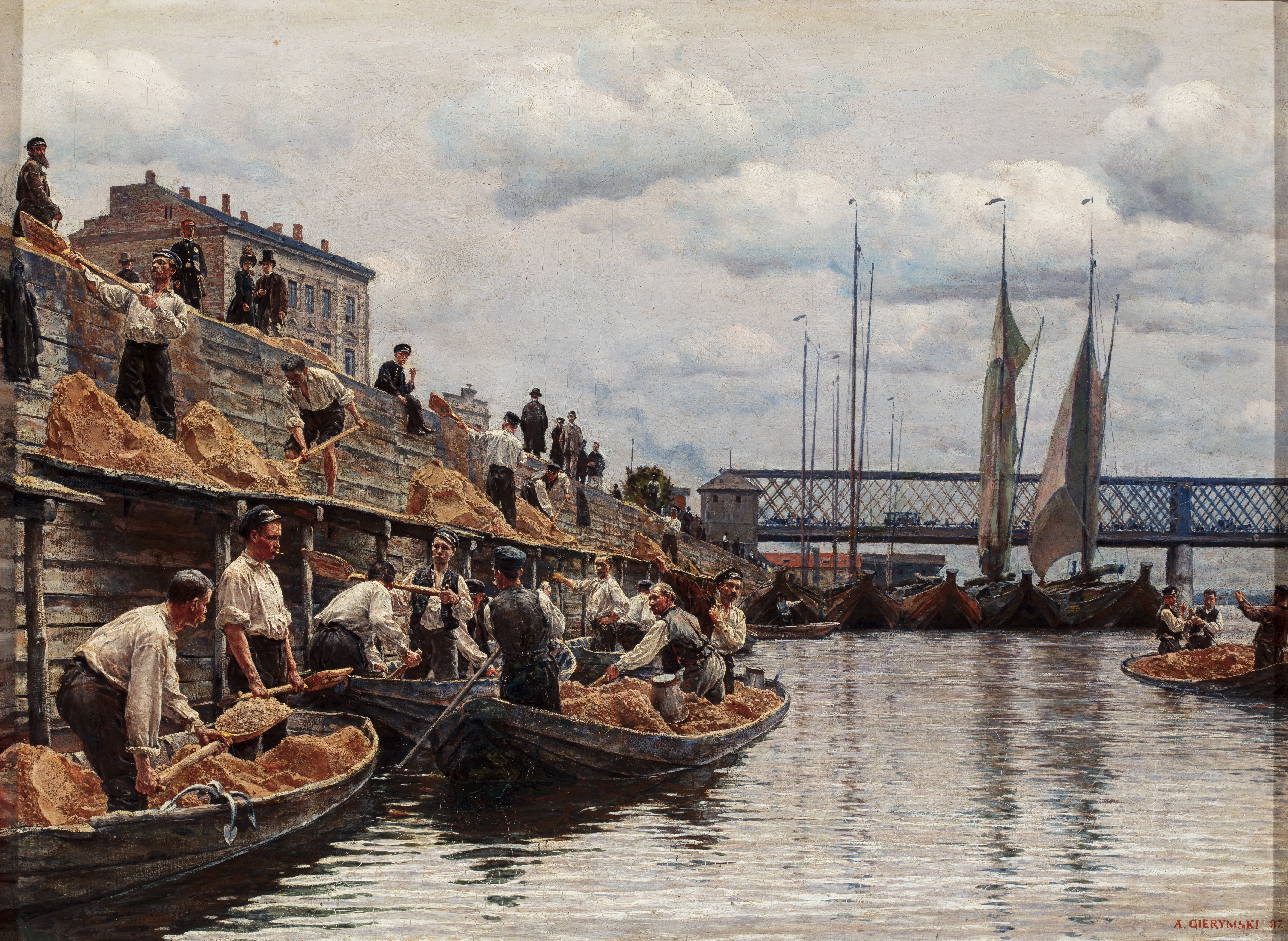
Sandblästare (1887)
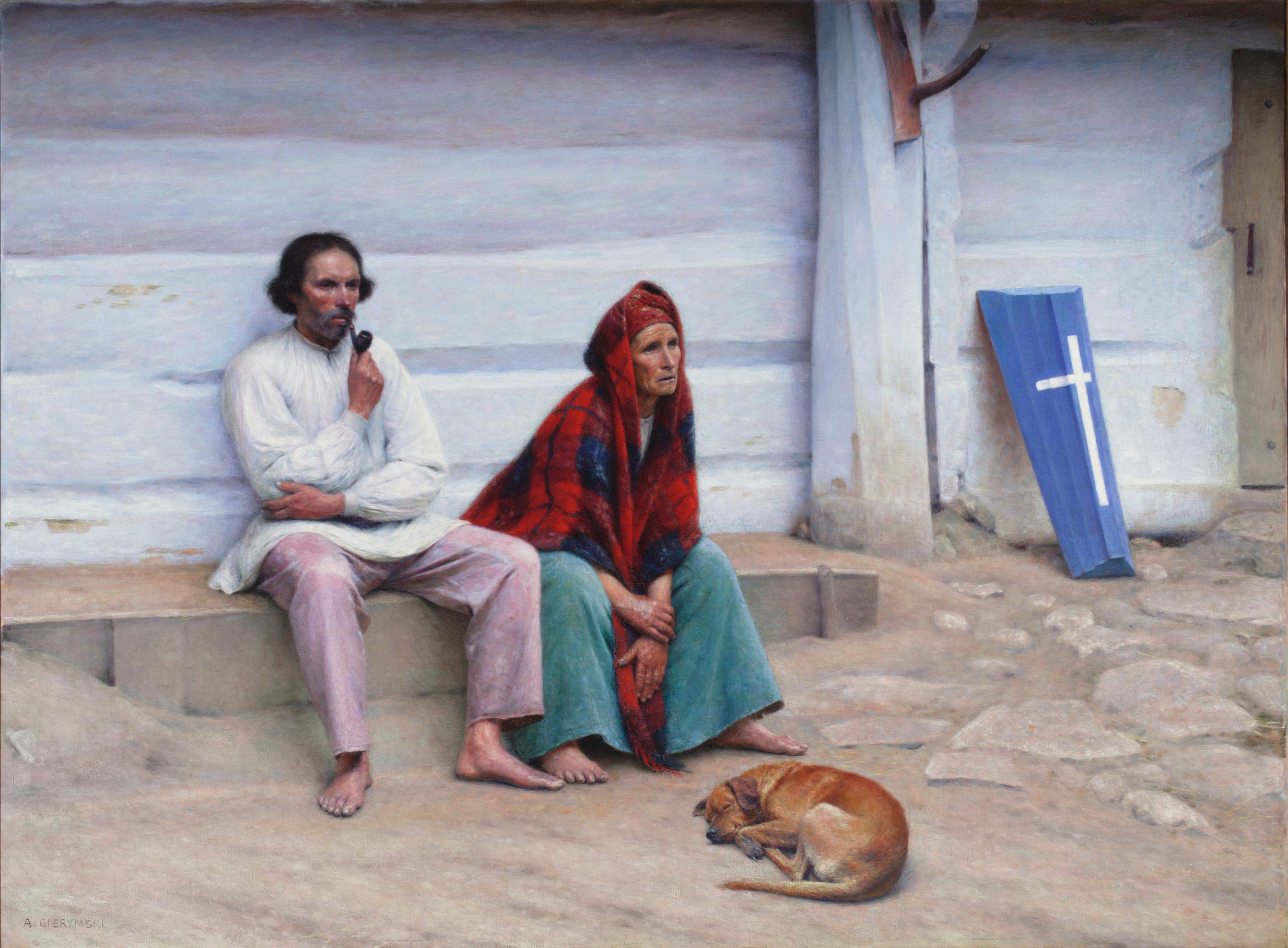
Bondekistan (1894)
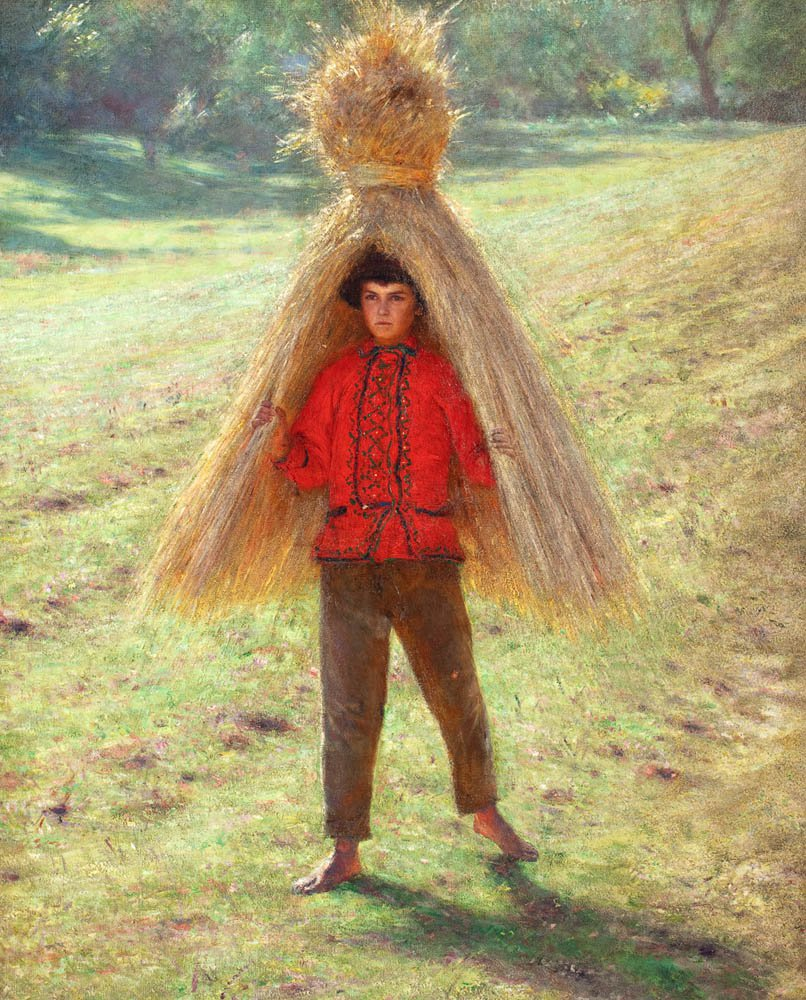
Pojke bärandes på en kärve (1895)
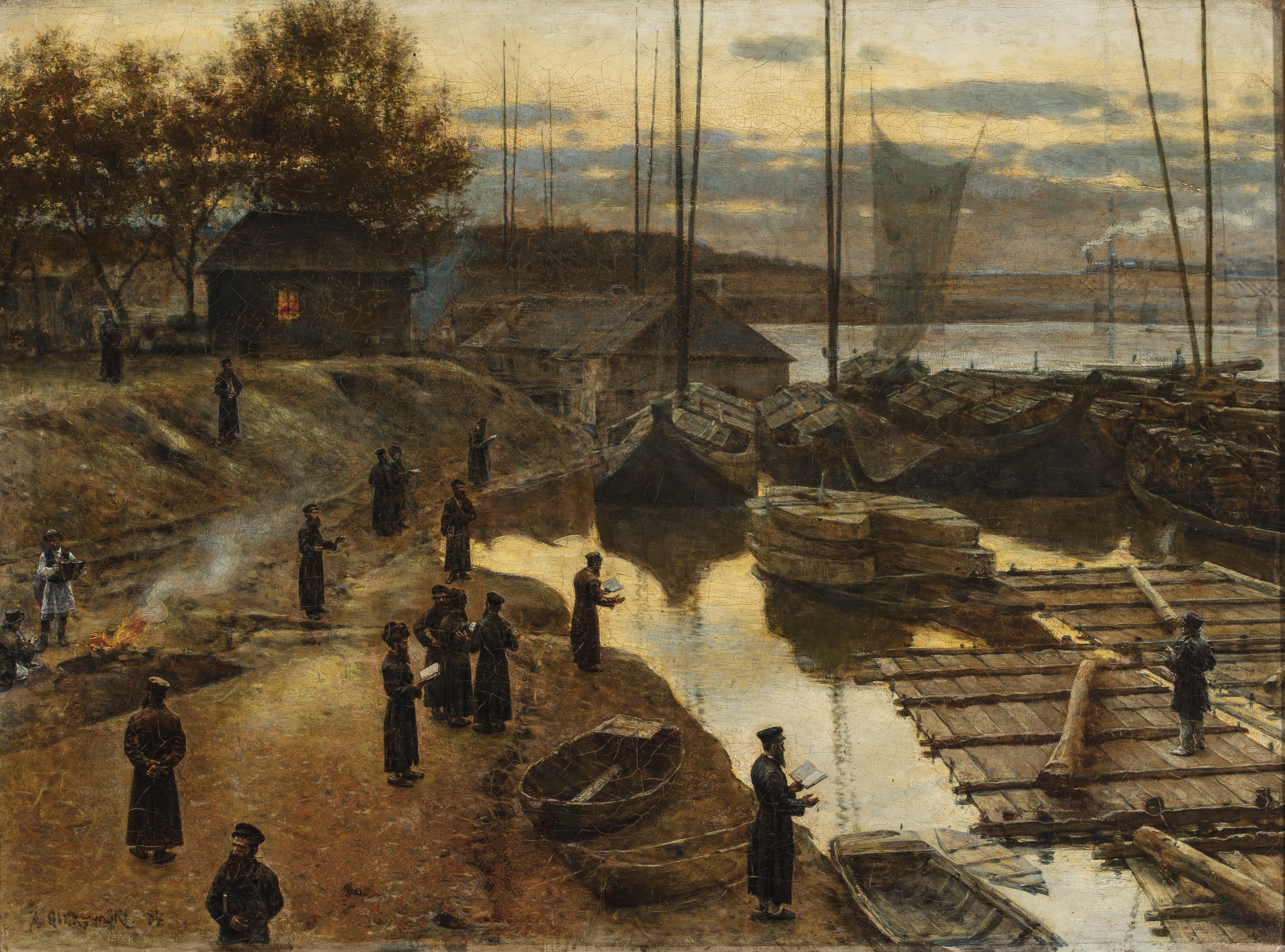
Trumpeternas festmåltid (1884)
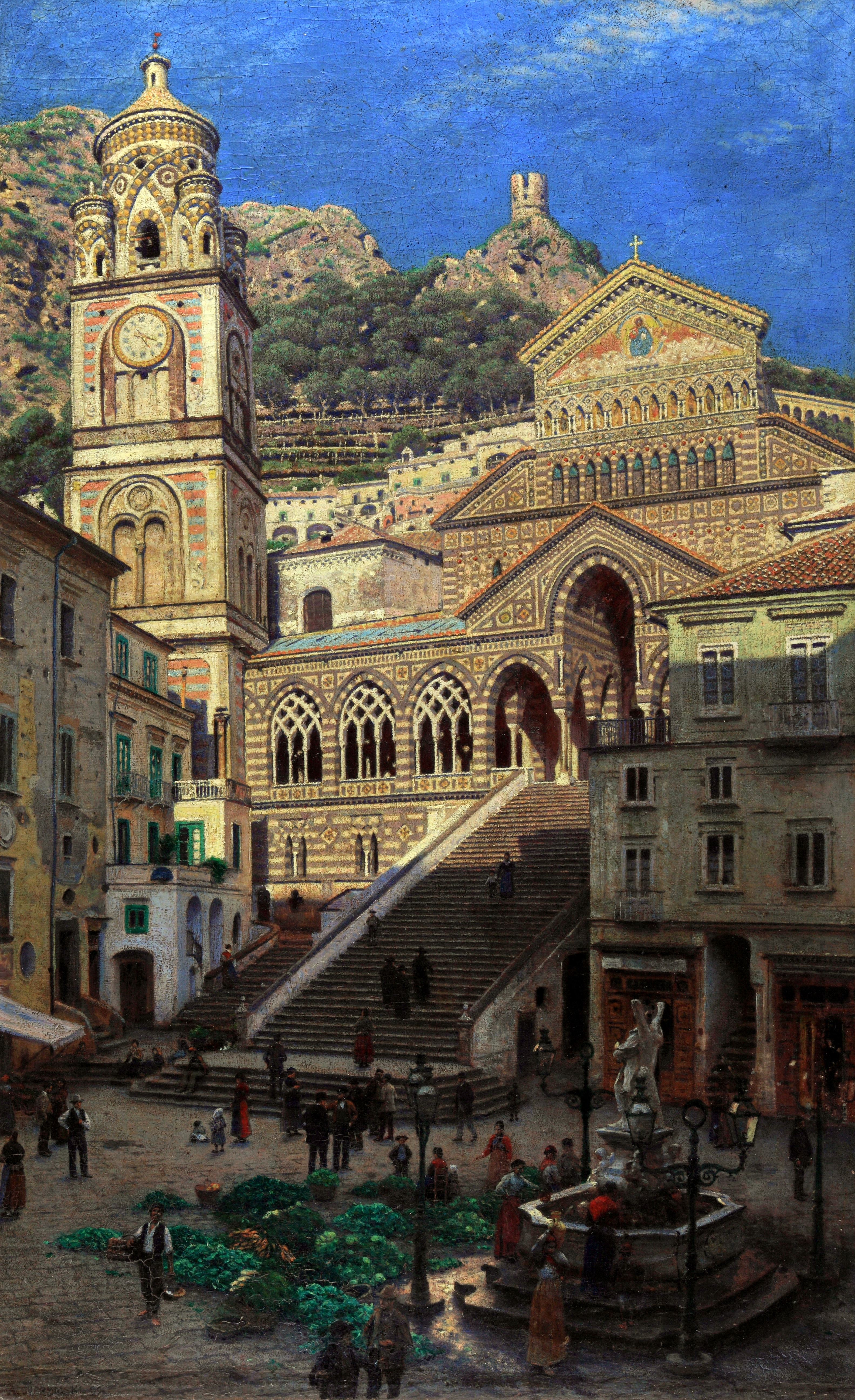
Amalfis katedral (1897−1898)
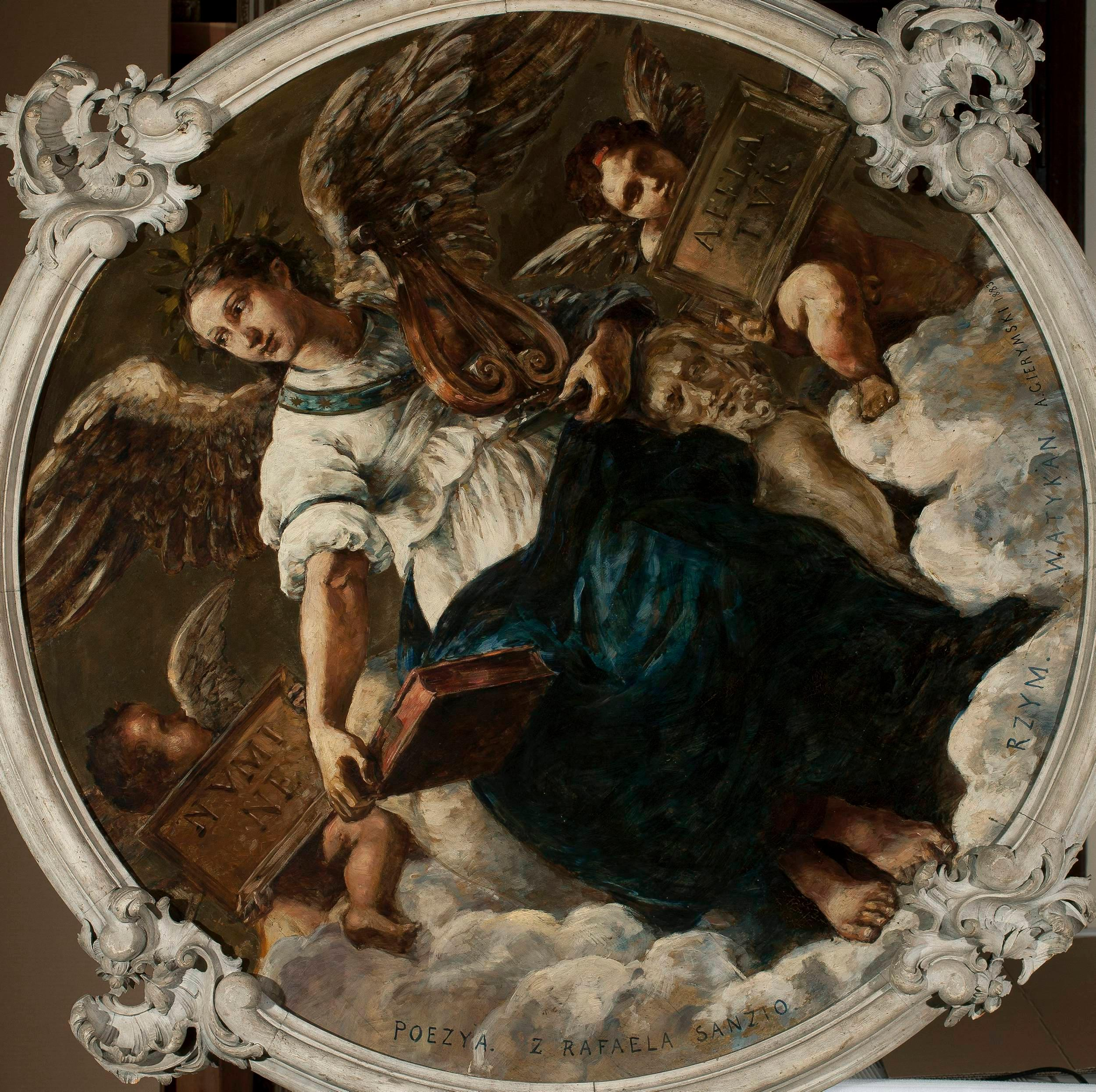
Poesi (1883)
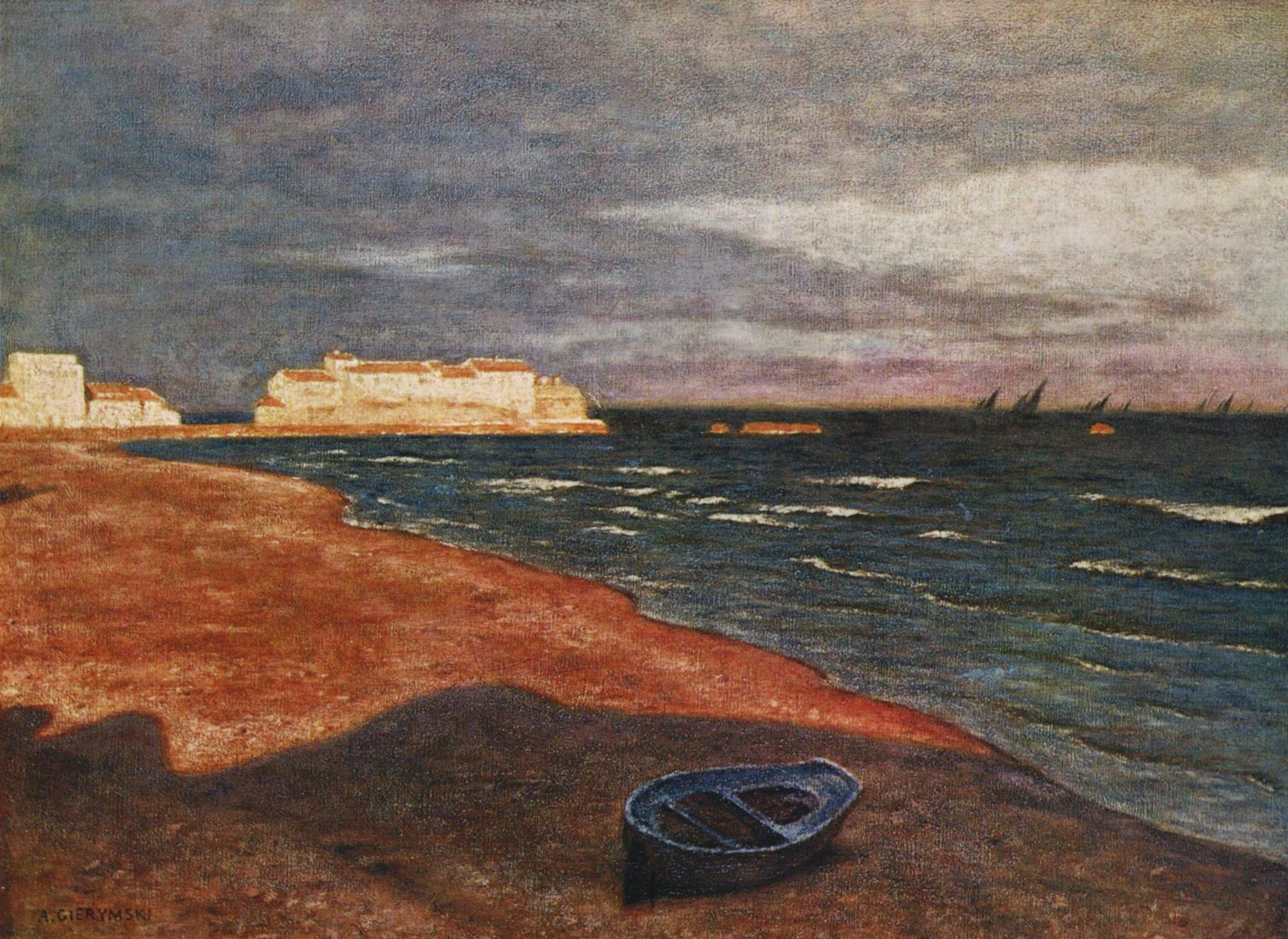
Havet (1891)